# Hadromys humei
Hadromys humei is een knaagdier uit het geslacht Hadromys dat voorkomt in Manipur en het noordwesten van Assam (Noordoost-India). Daarnaast zijn er fossielen bekend uit het Midden-Pleistoceen van Thailand, inclusief gebieden ten zuiden van de Landengte van Kra. In sommige kenmerken waren deze fossielen wat primitiever dan de huidige populatie in India.
H. humei is een kleine, op de grond levende rat met een lange staart, lange achtervoeten en een zachte, dichte vacht. De bovenkant is grotendeels grijsbruin, maar de rug is wat roodachtig. De onderkant is vuil wit. De grote, harige oren zijn geelgrijs. De staart is van boven zeer donkerbruin, bijna zwart, maar van onderen zeer lichtbruin, bijna wit. De kop-romplengte bedraagt 98 tot 120 mm, de staartlengte 112 tot 138 mm, de achtervoetlengte 23 tot 28 mm, de oorlengte 16 tot 22 mm en de schedellengte 28,4 tot 31,7 mm. Vrouwtjes hebben 1+1+0+2 mammae.
Hadromys humei · Hadromys loujacobsi† · Hadromys yunnanensis